# John Thaw
John Edward Thaw, CBE, född 3 januari 1942 i Longsight i Manchester, död 21 februari 2002 i Luckington i Wiltshire, var en brittisk skådespelare. Thaw är främst känd från Kommissarie Morse, som han gestaltade mellan åren 1987 och 2001, TV-deckaren baserad på Colin Dexters kriminalromaner. Han medverkade även i andra serier och filmer, däribland Ett rop på frihet. 
Den 18 mars 1981 ägnades ett avsnitt av den brittiska upplagan av This Is Your Life åt John Thaw. Thaw avled i cancer 60 år gammal 2002.

## Filmografi i urval

### TV
- 1965–66 - Redcap (TV-serie)
- 1966–67 - Inheritance (TV-serie)
- 1974 - Thick As Thieves (TV-serie)
- 1974–78 - The Sweeney (TV-serie)
- 1980 - Drake's Venture (TV-film)
- 1983 - Mitch (TV-serie)
- 1984 - The Life and Death of King John
- 1985–89 - Tak över huvudet (TV-serie)
- 1987 - De fyras tecken (TV-film)
- 1987–2000 - Kommissarie Morse (TV-serie)
- 1991 - Stanley and the Women (TV-serie)
- 1992 - A Year in Provence (TV-serie)
- 1992 - Bomber Harris
- 1993 - The Mystery of Morse
- 1994 - The Absence of War
- 1995–2001 - Kavanagh QC (TV-serie)
- 1998 - Godnatt, mister Tom (TV-film)
- 2000 - Monsignor Renard (TV-serie)
- 2001 - Hidden Treasure/Buried Treasure (TV-film)

### Film
- 1962 - Nil Carborundum
- 1962 - The Loneliness of the Long Distance Runner
- 1963 - Five to One
- 1965 - Dead Man's Chest
- 1968 - The Bofors Gun
- 1970 - Praise Marx and Pass the Ammunition
- 1970 - The Last Grenade
- 1971 - Dr Phibes – den fasansfulle
- 1972 - Dr. Phibes kommer tillbaka
- 1976 - The Sensible Action of Lieutenant Holst
- 1977 - Sweeney!
- 1978 - Sweeney 2
- 1978 - Dinner at the Sporting Club
- 1981 - Gräset sjunger
- 1987 - Asking for Trouble
- 1987 - Business As Usual
- 1987 - Ett rop på frihet
- 1992 - Chaplin

## Teater (urval)
- 1960 A Shred of Evidence
- 1961 The Fire Raisers
- 1962 Women Beware Women
- 1962 Semi-Detached (med Laurence Olivier)
- 1969 So What About Love?
- 1970 Random Happenings in the Hebrides
- 1971 The Lady from the Sea
- 1973 Collaborators
- 1976 Absurd Person Singular
- 1978 Night and Day
- 1982 Sergeant Musgrave's Dance
- 1983 Trettondagsafton
- 1983 The Time of Your Life
- 1983 Henrik VIII
- 1984 Pygmalion
- 1988 All My Sons
- 1993 Absence of War av David Hare